# Atletiek op de Olympische Zomerspelen 2020 – Verspringen mannen
Het verspringen voor mannen  op de Olympische Zomerspelen 2020 vond plaats op zaterdag 31 juli 2021 en maandag 2 augustus in het Olympisch Stadion van Tokio. 

## Records
Voorafgaand aan het toernooi waren dit het wereldrecord en het olympisch record.
| Wereldrecord     | Mike Powell | 8,95 m | Tokio       | 30 augustus 1991 |
| Olympisch record | Bob Beamon  | 8,90 m | Mexico-Stad | 18 oktober 1968  |

## Resultaten

### Kwalificatieronde
Kwalificatieregels: behalen van de kwalificatiestandaard van 8,15 (Q), of deel uitmaken van de 12 bestpresterende atleten (q). 
| Rang | Groep | Naam                   | Land | 1    | 2    | 3    | Resultaat | Bijz. |
| ---- | ----- | ---------------------- | ---- | ---- | ---- | ---- | --------- | ----- |
| 1    | B     | Juan Miguel Echevarría | CUB  | 8,50 | —    | —    | 8,50      | Q, SB |
| 2    | B     | Miltiadis Tentoglou    | GRE  | 8,22 | —    | —    | 8,22      | Q     |
| 3    | A     | Yuki Hashioka          | JPN  |      | 8,17 | —    | 8,17      | Q     |
| 4    | B     | Tajay Gayle            | JAM  | x    | 6,72 | 8,14 | 8,14      | q     |
| 5    | A     | Juvaughn Harrison      | USA  | 8,13 | 8,02 |      | 8,13      | q     |
| 6    | A     | Filippo Randazzo       | ITA  | 8,10 | x    |      | 8,10      | q, SB |
| 7    | A     | Maykel Massó           | CUB  | 8,07 | 8,00 | 7,92 | 8,07      | q     |
| 8    | B     | Thobias Montler        | SWE  | 7,82 | x    | 8,01 | 8,01      | q     |
| 9    | B     | Eusebio Cáceres        | ESP  | 7,98 | 7,75 |      | 7,98      | q     |
| 10   | B     | Changzhou Huang        | CHN  | 7,75 | 7,59 | 7,96 | 7,96      | q     |
| 10   | B     | Fabian Heinle          | GER  | 7,80 | 7,96 | 7,84 | 7,96      | q, SB |
| 10   | B     | Kristian Pulli         | FIN  | 7,71 | 7,96 | x    | 7,96      | q     |
| 13   | A     | Emiliano Lasa          | URU  | 7,85 | 7,95 | 7,78 | 7,95      |       |
| 14   | A     | Henry Frayne           | AUS  | 7,82 | 7,82 | 7,93 | 7,93      |       |
| 15   | A     | Steffin McCarter       | USA  | 7,69 | 7,81 | 7,92 | 7,92      |       |
| 16   | A     | Samory Fraga           | BRA  | 7,88 | x    | x    | 7,88      |       |
| 17   | B     | Xinglong Gao           | CHN  | x    | 7,86 | 7,86 | 7,86      |       |
| 17   | A     | Izmir Smajlaj          | ALB  | 7,81 | 7,86 | x    | 7,86      |       |
| 19   | B     | Marquis Dendy          | USA  | x    | 7,78 | 7,85 | 7,85      |       |
| 20   | A     | Wang Jianan            | CHN  | 7,59 | 7,81 | 7,64 | 7,81      |       |
| 21   | A     | Carey McLeod           | JAM  | x    | 7,75 | 7,36 | 7,75      |       |
| 22   | B     | Ruswahl Samaai         | RSA  | 7,70 | 7,74 | x    | 7,74      |       |
| 23   | A     | Shoutarou Shiroyama    | JPN  | 6,24 | 7,70 | x    | 7,70      |       |
| 24   | B     | Murali Sreeshankar     | IND  | 7,69 | 7,51 | 7,43 | 7,69      |       |
| 24   | B     | Lester Lescay          | CUB  | 7,69 | x    | 7,63 | 7,69      |       |
| 26   | B     | Hibiki Tsuha           | JPN  | 7,52 | 7,61 | 7,55 | 7,61      |       |
| 27   | A     | Vladyslav Mazur        | UKR  | 7,60 | 7,54 | 7,58 | 7,60      |       |
| 28   | A     | Bachana Khorava        | GEO  | 7,41 | 7,35 | 7,17 | 7,41      |       |
| 29   | B     | Alexsandro Melo        | BRA  | x    | x    | 6,95 | 6,95      |       |
| —    | A     | Augustin Bey           | FRA  | x    | x    | x    | —         | NM    |
| —    | A     | Cheswill Johnson       | RSA  | x    | x    | x    | —         | NM    |
| —    | B     | Andwuelle Wright       | TTO  | —    | —    | —    | —         | DNS   |

### Finale
| Rang   | Naam                   | Land | 1    | 2    | 3    | 4             | 5             | 6             | Resultaat | Bijz. |
| ------ | ---------------------- | ---- | ---- | ---- | ---- | ------------- | ------------- | ------------- | --------- | ----- |
| Goud   | Miltiadis Tentoglou    | GRE  | 8,11 | x    | x    | 8,10          | 8,15          | 8,41          | 8,41      |       |
| Zilver | Juan Miguel Echevarría | CUB  | 8,09 | x    | 8,41 | 6,71          | —             | x             | 8,41      |       |
| Brons  | Maykel Massó           | CUB  | 8,21 | 8,05 | —    | —             | —             | —             | 8,21      |       |
| 4      | Eusebio Cáceres        | ESP  | 7,96 | 8,09 | x    | x             | 8,12          | 8,18          | 8,18      | SB    |
| 5      | JuVaughn Harrison      | USA  | 7,57 | 7,70 | 7,96 | 7,87          | 8,15          | 7,49          | 8,15      |       |
| 6      | Yuki Hashioka          | JPN  | x    | 7,95 | 7,97 | x             | 7,94          | 8,10          | 8,10      |       |
| 7      | Thobias Montler        | SWE  | 8,08 | 7,93 | x    | 8,05          | x             | x             | 8,08      |       |
| 8      | Filippo Randazzo       | ITA  | x    | 7,99 | x    | x             | 7,88          | x             | 7,99      |       |
| 9      | Kristian Pulli         | FIN  | 7,85 | 7,92 | 7,88 | Uitgeschakeld | Uitgeschakeld | Uitgeschakeld | 7,92      |       |
| 10     | Changzhou Huang        | CHN  | x    | 7,50 | 7,72 | Uitgeschakeld | Uitgeschakeld | Uitgeschakeld | 7,72      |       |
| 11     | Tajay Gayle            | JAM  | x    | x    | 7,69 | Uitgeschakeld | Uitgeschakeld | Uitgeschakeld | 7,69      |       |
| 12     | Fabian Heinle          | GER  | 5,18 | 7,57 | 7,62 | Uitgeschakeld | Uitgeschakeld | Uitgeschakeld | 7,62      |       |

1896: Ellery Clark ·
1900: Alvin Kraenzlein ·
1904: Meyer Prinstein ·
1908: Frank Irons ·
1912: Albert Gutterson ·
1920: William Petersson ·
1924: William DeHart Hubbard ·
1928: Ed Hamm ·
1932: Ed Gordon ·
1936: Jesse Owens ·
1948: Willie Steele ·
1952: Jerome Biffle ·
1956: Greg Bell ·
1960: Ralph Boston ·
1964: Lynn Davies ·
1968: Bob Beamon ·
1972: Randy Williams ·
1976: Arnie Robinson ·
1980: Lutz Dombrowski ·
1984: Carl Lewis ·
1988: Carl Lewis ·
1992: Carl Lewis ·
1996: Carl Lewis ·
2000: Iván Pedroso ·
2004: Dwight Phillips ·
2008: Irving Saladino ·
2012: Greg Rutherford ·
2016: Jeff Henderson ·
2020: Miltiadis Tentoglou ·
2024: Miltiadis Tentoglou